# 奧馬海凱區
奧馬海凱區（英語：Omaheke Region）是納米比亞的一個區，位於該國東部，東鄰博茨瓦納。面積約84,732平方公里，2001年人口68,039人。首府戈巴比斯。下分6分區。